# Ассан, Базил
Базил Георге Ассан (рум. Bazil G. Assan; 1 августа 1860, Бухарест, Объединённое княжество Валахии и Молдавии — 16 июня 1918, Монтрё, Швейцария) — румынский инженер, путешественник-исследователь, член Румынского географического общества, первый из румын, совершивший кругосветное путешествие. Видный деятель индустриализации в Румынии.

## Биография
Родился в богатой семье в Бухаресте. Его отец, выходец из Бессарабии, построил первую в истории Румынии ветряную мельницу. Изучал инженерное дело в Льеже, экономику в Монтрё (Швейцария), торговлю и экономику. Увлёкся путешествиями.
В 1884 году вернулся в Бухарест, чтобы стать партнёром в компании отца и брата. Братья модернизировали компанию и построили два новых завода: один по производству мыла, а другой по производству красок и лаков. Ассан внёс большой вклад в индустриализации Румынии, примерно такими же темпами, как и другие европейские страны. Он также спроектировал канал между Чернаводэ и Констанца|Констанцей (ныне канал Дунай-Чёрное море), опубликовав статью об этом в 1899 году.
Увлекался авиацией и автоспортом. Был первым, кто привёз автомобиль в Румынию и первым зарегистривал автомобильный номер 1B.
В 1904 году Ассан построил зернохранилище высотой 41 метр, сделав его самым высоким зданием в Бухаресте в то время. Он также построил первый в стране завод по производству пищевого кукурузного масла.

## Путешествия
В 1897 году первым из румын совершил поездку в Арктику, побывал на острове Медвежий и архипелаге Шпицберген, где занимался геологическим исследованиями, изучал флору и фауну.
В 1899 году совершил путешествие по маршруту Константинополь — Александрия — Цейлон — Нагасаки — Токио — Иокогама — Сан-Франциско — Нью-Йорк — Лондон, ставшее первым кругосветным путешествием румына.
Между декабрем 1897 года и серединой 1898 года Ассан совершил ещё одно путешествие, на этот раз с экономическими и культурными целями.
Позже отчёт о его путешествиях был представлен королю Румынии Каролю I.